# Dennis Martin
Dennis Martin es una historieta creada por Robin Wood y Lucho Olivera en 1967 para la revista D’Artagnan de Editorial Columba de Argentina. Su protagonista homónimo es un agente secreto inglés. Su novia Grace Henrichsen, también era espía y tuvo su propia serie.

## Trayectoria editorial
Tras la primera entrega dibujada por Lucho Olivera para el número 157 de la revista D’artagnan, Lito Fernández se hizo cargo de Dennis Martin, que continuó en la misma revista hasta 1978, aunque contó con su propio comic book entre julio de 1972 y julio de 1974 dentro de la Colección Todo Color de la citada Editorial Columba.
A finales de 1979 Dennis Martin pasó a la revista Nippur Magnum, con guiones de Ray Collins.
En los años ochenta tuvo guiones de [[Pablo Turnelli]] y dibujos de [[Lito Fernández]]. 